# Stewie, Chris, & Brian’s Excellent Adventure
Stewie, Chris, & Brian’s Excellent Adventure («Невероятные приключения Стьюи, Криса и Брайана ») — седьмая серия тринадцатого сезона мультсериала «Гриффины». Премьерный показ состоялся 4 января 2015 года на канале FOX.

## Сюжет
Лоис и Питера вызывает в школу директор: у Криса большие проблемы с учебой, он постоянно получает плохие оценки и не занимается. Директор говорит о том, что завтра Крису необходимо сдать важный экзамен, иначе он останется на второй год.
Крис сильно волнуется по поводу предстоящего экзамена по истории. Стьюи и Брайан пытаются его успокоить, заверяя, что его волнение — обычное дело перед важным экзаменом. Однако, задав пару вопросов несчастному Крису, Стьюи с Брайаном понимают, что он абсолютно не готов к работе. Тогда Стьюи предлагает использовать машину времени для того, чтобы показать Крису историю «вживую». С Брайаном они продумывают легенду о сне Криса, в котором и будет происходить путешествие.
Итак, вместе друзья посещают разные времена и эпохи, заглядывая даже к академику Павлову, который прославился своими работами по физиологии и опытами на собаках, за последние, кстати, Брайан и бьет Павлова в серии.
1912 год. Стьюи, Брайан и Крис присутствуют в момент отплытия «Титаника». Выясняется, что Крис ничего не усвоил из этого путешествия, между друзьями завязывается ссора. Крис отбирает блок возврата у Стьюи и убегает на Титаник. Выхода нет: Стьюи и Брайан разыскивают парня на корабле, и уже в последний момент, когда готовятся возвращаться домой, происходит исторический момент: «Титаник» врезается в айсберг, вода заполняет корабль, блок возврата от влаги ломается. Неужели они обречены? Переодевшись в женщин, вместе они бегут к спасательным шлюпкам, куда допускали только женщин. Поначалу друзей не берут на последнюю шлюпку, но Крис в приступе ярости кидает за борт матроса и освобождает места для Брайана и Стьюи. Вместе они отправляются на берег, откуда и возвращаются с блоком возврата домой.
Стьюи переживает за того матроса, которого Крис убил, однако, выясняется, что он был предком нынешнего учителя Криса по истории(так как фамилия этого матроса - Харпингтон), значит, теста по истории у Криса точно не будет.

## Рейтинги
- Рейтинг эпизода составил 2.8 среди возрастной группы 18—49 лет.
- Серию посмотрело порядка 5.53 миллиона человек.
- Серия уступила по количеству зрителей «Симпсонам» в тот вечер Animation Domination на канале FOX.[1]

## Критика
Катрина Туллок из Entertainment Weekly назвала лучшей отсылкой в эпизоде попытку Стьюи купить костюм для Джона Хилл, который поправляется. Лучшим оскорблением серии она назвала Томаса Джефферсона, который пытался убедить Конгресс о пользе покупки Луизианы, задавая при этом вопрос: «Каковы шансы, что эти штаты — отстой?»